# أكروبات ميشن
أكروبات ميشن (بالإنجليزية: Acrobat Mission)‏، هي لعبة فيديو يابانية من نوع شوتم أب، عرضت اللعبة على جهاز الأركيد سنة 1991، تم تطويرها ونشرها من قبل شركة تايتو.